# Мириам
Мариа́м (Мириам, ивр. מִרְיָם‎ [Мирьям]; в Септуагинте греч. Μαριάμ; в Вульгате лат. Maria), дочь Амрама и Иохаведы — Мириам-пророчица, старшая сестра Аарона и Моисея (Исх. 15:20).

## Библия

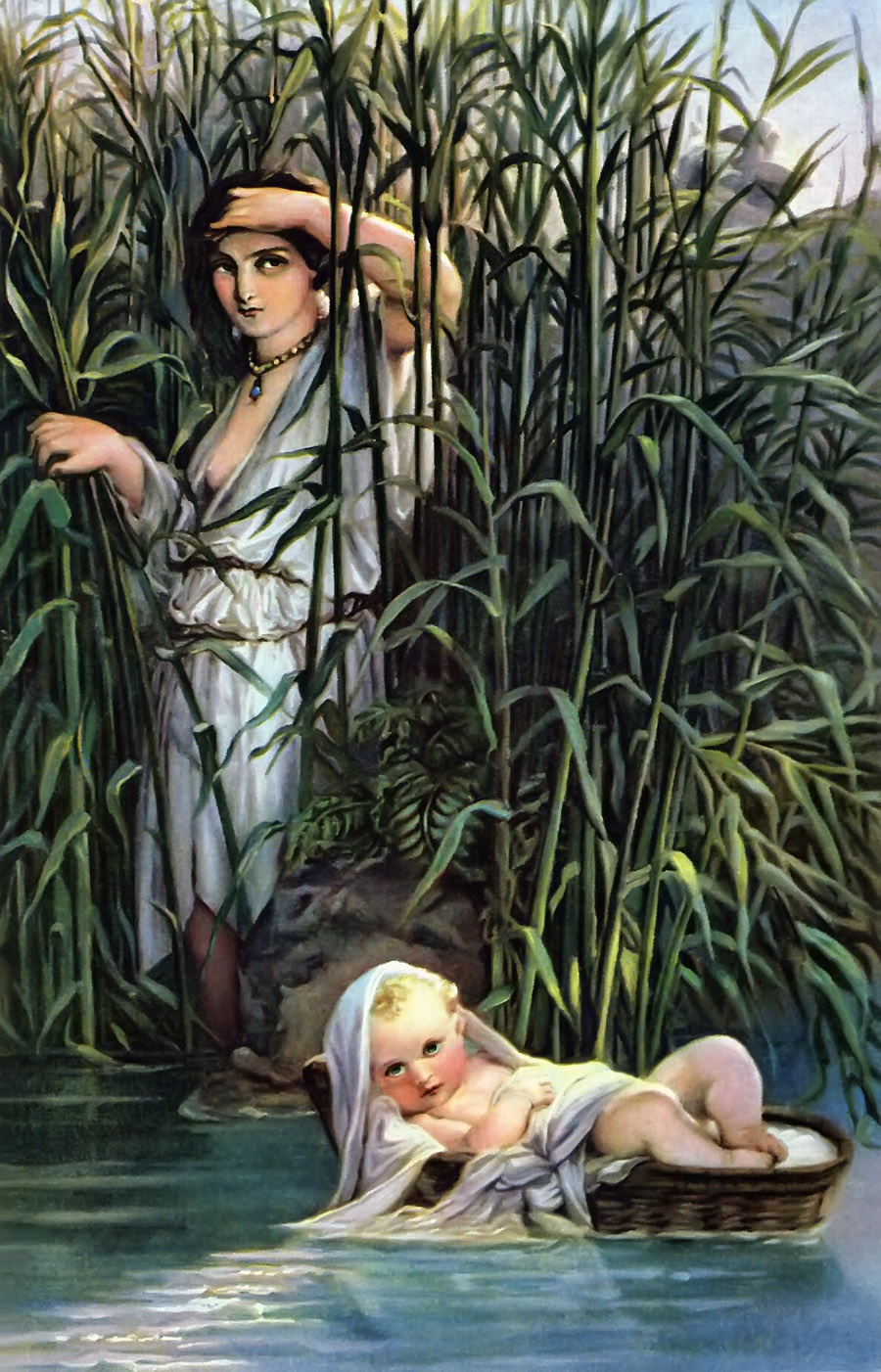
Поль Деларош. Мириам издали присматривает за младенцем Моисеем, середина XIX века

Впервые Мириам упоминается в рассказе о раннем детстве Моисея. Когда его мать, в силу жестокого приказа фараона, не могла дольше держать у себя своего трёхмесячного мальчика и принуждена была оставить его на реке, старшая дочь Мириам издалека наблюдала за опущенным в Нил в корзине малюткой, и когда корзина с ребёнком была вытащена из воды дочерью фараона, сестра спасенного Моисея предложила царевне привести для него кормилицу из евреек. Привела она свою мать, которой и поручили вскормить собственного ребёнка (Исх. 2:1−9).
О жизни Мириам в Библии рассказывается мало. После чудесного перехода израильтян через Красное море пророчица Мириам пела гимн Господу во главе хора из плясавших и игравших на тимпанах женщин (Исх. 15:20, 21). Далее рассказывается, что в наказание за ропот Мириам и Аарона по поводу женитьбы Моисея на эфиопке, Мириам была поражена проказой и вынуждена была быть изолированной на семь дней (Чис. 12).
Аарон вместе с Мариам подвергли сомнению единоличное право общения Моисея с Богом, и Господь повелел им троим явиться к скинии.
«Сошёл Господь в облачном столпе», обвинив Аарона и Мириам в недоверии к Моисею «и воспламенился гнев Господа на них, и Он отошёл. И облако отошло от скинии, и вот, Мариам покрылась проказою, как снегом. Аарон взглянул на Мариам, и вот, она в проказе» (Чис. 12:9).
Её пророческий дар, как и дар Аарона, ставится ниже пророческого дара Моисея (Чис. 12:5−8). Тем не менее она, наряду с Моисеем и Аароном, считается посланником Божиим для руководительства евреями во время их странствования по пустыне (Мих. 6:4).
Мириам умерла на 40-м году после Исхода из Египта в месте Кадеш, где и была похоронена (Чис. 20:1).

## В еврейских преданиях

Танец Мириам, иллюстрация из Томичов псалтир, Болгария, XIV век

Мириам родилась в то время, когда египтяне притесняли евреев непосильными налогами (ср. Исх. 1:14), поэтому её имя может также означать «горькие».
Она называлась также «Пуа» и, подобно своей матери, была повивальной бабкой, в возрасте пяти лет она была уже в состоянии помогать последней.
Мириам имела смелость сказать фараону, что он может быть наказан Богом за жестокое отношение к Израилю, чем подвергла свою жизнь большой опасности.
Когда её отец, Амрам, отдалился от её матери ввиду жестокого распоряжения об избиении младенцев, Мириам уговорила отца вернуться к матери; она пела и плясала в день вторичного брака своих родителей. Она предсказала отцу, что у него родится сын, который освободит Израиль от египетского рабства. Когда родился Моисей, её отец поцеловал дочь, говоря: «Твое пророчество, моя дочь, исполнилось». Но потом, когда пришлось бросить ребёнка в реку, родители стали упрекать её. Мириам пошла к реке (Исх. 2:4), чтобы видеть, каким образом сбудется её пророчество.
Мириам называлась также именами: Эфрат, Хела, Наара, Азува, Иериот, Цогар, Церет, Этнан и Ахархел, которые даны были ей по различным поводам: Мириам была женой Калева бен-Иефуне или бен-Хецрон, которому родила сына Ора (Хура). Когда она подурнела (отсюда её имя Хела), муж бросил её (отсюда имя Азува); но после она поправилась, выглядела совсем молодой (отсюда имя Наара), и она вернулась в дом мужа.
Мириам была прародительницей Веселеила (Бецалеля), строителя Скинии), а также царя Давида.
Когда Мириам злословила на своего брата Моисея, она преследовала лишь благую цель продолжения рода человеческого. Евреи ждали из-за Мириам семь дней, пока она была изолирована, так как и она оставалась из-за Моисея у реки (Исх. 2:4).
Мириам считается также спасительницей Израиля. За заслуги Мириам евреев в пустыне сопровождал чудесный источник (колодец Мириам) из которого непрерывно текла вода. Со смертью Мириам этот источник исчез.
Мириам, подобно Моисею и Аарону, умерла от небесного поцелуя, так как ангел смерти не имел доступа к ней; черви также не могут коснуться её тела. Агада говорит, что Мириам, подобно Моисею и Аарону, умерла за грех у вод Меривы. Однако, согласно Библии и другой агаде, недостаток воды ощущался евреями лишь после смерти Мириам, когда исчез чудесный колодезь.

## В науке
В честь Мириам назван астероид (102) Мириам, открытый в 1868 году. Это название вызвало некоторые противоречия, потому что в то время астероидам давали имена мифологических фигур и набожные люди не рассматривали библейские фигуры как таковые.